# Rytterhuset
Rytterhuset er en sommervilla bygget af arkitekten Martin Nyrop i Ålsgårde. Det blev opført i 1889 som sommervilla til maleren Frants Henningsen og er i nationalromantisk, farverig stil med udsmykninger inspireret af vikingetiden. Rytterhuset og de tilhørende småbygninger blev fredet i 1997.